# Lindale and Newton-in-Cartmel
Lindale and Newton-in-Cartmel – civil parish w Anglii, w Kumbrii, w dystrykcie (unitary authority) Westmorland and Furness. W 2011 civil parish liczyła 843 mieszkańców. W obszar civil parish wchodzą także Lindale, High i Low Newton.